# Републикански път III-6204
Републикански път IIІ-6204 е третокласен път, част от Републиканската пътна мрежа на България, преминаващ изцяло по територията на Кюстендилска област. Дължината му е 17,6 km.
Пътят се отклонява надясно при 42,8 km на Републикански път II-62 в северната част на град Дупница и се насочва на изток през най-южната, хълмиста част на Горната Дупнишка котловина. Последователно преминава през селата Самораново, Ресилово и Овчарци, град Сапарева баня и село Сапарево и северно от последното отново се свързва с Републикански път II-62 при неговия 56,8 km.
| Пътища, отклоняващи се надясно (населено място, № на пътя, посока на пътя) | km   | Пътища, отклоняващи се наляво (посока на пътя, № на пътя, населено място) |
| -------------------------------------------------------------------------- | ---- | ------------------------------------------------------------------------- |
| Община Дупница, II-62, 42,8 km, гр. Дупница →                              | 0,0  | → гр. Дупница, 42,8 km, II-62, Община Дупница                             |
| (за хижа „Отовица“) общински път, с. Самораново ←                          | 2,8  | с. Самораново                                                             |
| Община Сапарева баня                                                       | 4,2  | Община Сапарева баня                                                      |
| с. Ресилово                                                                | 6    | с. Ресилово                                                               |
| с. Овчарци                                                                 | 8,8  | с. Овчарци                                                                |
| (за с. Паничище) общински път, гр. Сапарева баня ←                         | 10,8 | гр. Сапарева баня                                                         |
| гр. Сапарева баня                                                          | 12,6 | → гр. Сапарева баня, общински път (за 51,7 km на II-62)                   |
| с. Сапарево                                                                | 15,4 | с. Сапарево                                                               |
| (до гр. Самоков) II-62, 56,8 km ←                                          | 17,6 | ← 56,8 km, II-62 (от 26,8 km на I-6)                                      |